# Лоаману, Кристиан
Кристиан Лоаману (англ. Christian Loamanu, яп. クリスチャン・ロアマヌ, родился 13 мая 1986 года в Татакамотонга) — японский регбист тонганского происхождения, выступавший на позициях винга (крыльевого), центра (центрового) и фуллбэка (замыкающего).

## Биография
Родом из регбийной семьи: его дед Тевита Ситанилеи играл за сборную Тонга на позиции полузащитника схватки (скрам-хава), а брат Ситани выступал за национальную сборную по регбилиг. Кристиан покинул Тонга в возрасте 15 лет, чтобы учиться в Японии: окончил школу Сёти Фукая и Сайтамский технологический институт. Регбийную карьеру начал в клубе «Сайтама», где играл до 2008 года.
19 апреля 2005 года состоялся дебют Лоаману в национальной сборной Японии в Монтевидео матчем против Уругвая (поражение 24:18), причём на момент дебюта Кристиану было 18 лет и 338 дней. Таким образом, Лоаману стал самым молодым дебютантом сборной Японии на тот момент, пока этот рекорд не побил Ёсикадзу Фудзита. 8 мая состоялся второй матч в его карьере за сборную против Гонконга, а спустя несколько дней он был дисквалифицирован Японским регбийным союзом на один год в плане запрета игр за сборную: выяснилось, что Лоаману подрался с японской женщиной-рестлером Микой Акино в одном из ночных клубов токийского района Роппонги.
Возвращение Лоаману в сборную состоялось в 2007 году, когда он занёс три попытки в игре против Южной Кореи и отправился в составе сборной на чемпионат мира. На мировом первенстве он сыграл три матча, но очков не набрал, а его команда проиграла три встречи и свела одну вничью. В 2008 году он перешёл в клуб «Тосиба Брэйв Лупус» и выиграл Топ-Лигу сезона 2008/2009. Однако вскоре грянул второй скандал: 12 января 2009 года Лоаману после игры Топ-Лиги сдал положительный тест на марихуану, вследствие чего был лишён права играть в финале Топ-Лиги. В феврале Лоаману решением Японского регбийного союза был дисквалифицирован пожизненно, лишившись права играть и за сборную Японии, и в чемпионате Японии, а его клуб был отстранён от Всеяпонского чемпионата по регби.
Дисквалифицированный Лоаману уехал играть в Европу, перейдя в сезоне 2009/2010 в «Тулон», где он провёл три сезона. В 2011 году тренер сборной Японии Джон Кируэн обратился к Японскому регбийному союзу отменить дисквалификацию Лоаману, однако в просьбе было отказано, поскольку Лоаману «не был достоин представлять Японию». В 2012 году Лоаману перешёл в «Беннетон Тревизо» из чемпионата Италии после того, как его решение поддержал его бывший тренер Джон Кируэн.
В мае 2014 года Лоаману перешёл в английский клуб «Лестер Тайгерс» и был заявлен на чемпионат Англии сезона 2014/2015. В ноябре того же года Японский регбийный союз снял пожизненную дисквалификацию с игрока, и хотя тот выразил своё желание снова играть за японскую сборную, больше он матчей не проводил.
22 июня 2016 года Лоаману заключил контракт с французским клубом «Прованс» на сезон 2016/2017 в дивизионе Про Д2.